# Cecidomyia resinicoloides
Cecidomyia resinicoloides är en tvåvingeart som beskrevs av Williams 1909. Cecidomyia resinicoloides ingår i släktet Cecidomyia och familjen gallmyggor. Inga underarter finns listade i Catalogue of Life.